# باغ (فیلم ۲۰۰۶)
«باغ» (انگلیسی: The Garden) فیلمی در ژانر ترسناک به کارگردانی دان مایکل پال است که در سال ۲۰۰۶ منتشر شد. از بازیگران آن می‌توان به کلودیا کریستیان، لانس هنریکسن، ویکتوریا جاستیس، و شان یانگ اشاره کرد.